# Salto con gli sci ai XXI Giochi olimpici invernali
Nel salto con gli sci ai XXI Giochi olimpici invernali furono disputate tre gare, tutte riservate agli atleti di sesso maschile.

## Risultati

### Trampolino normale
La gara dal trampolino normale si disputò il 12 e il 13 febbraio sul trampolino K95 del Whistler Olympic Park Ski Jumps e parteciparono 61 atleti, che effettuarono due salti con valutazione della distanza e dello stile. Il 12 fu effettuata una prova di qualificazione per determinare i 40 finalisti che si aggiunsero ai 10 ammessi di diritto grazie alla classifica della Coppa del Mondo.
| Posizione | Atleta                | Nazione   | Punti |
| --------- | --------------------- | --------- | ----- |
| 1         | Simon Ammann          | Svizzera  | 276,5 |
| 2         | Adam Małysz           | Polonia   | 269,5 |
| 3         | Gregor Schlierenzauer | Austria   | 268,0 |
| 4         | Janne Ahonen          | Finlandia | 263,0 |
| 5         | Michael Uhrmann       | Germania  | 262,5 |
| 6         | Robert Kranjec        | Slovenia  | 259,5 |
| 7         | Peter Prevc           | Slovenia  | 259,0 |
| 8         | Thomas Morgenstern    | Austria   | 258,5 |
| 9         | Anders Jacobsen       | Norvegia  | 257,0 |
| 10        | Martin Schmitt        | Germania  | 256,0 |

### Trampolino lungo
La gara dal trampolino lungo si disputò il 19 e il 20 febbraio sul trampolino K125 del Whistler Olympic Park Ski Jumps e parteciparono 61 atleti, che effettuarono due salti con valutazione della distanza e dello stile. Il 19 fu effettuata una prova di qualificazione per determinare i 40 finalisti che si aggiunsero ai 10 ammessi di diritto grazie alla classifica della Coppa del Mondo.
| Posizione | Atleta                | Nazione   | Punti |
| --------- | --------------------- | --------- | ----- |
| 1         | Simon Ammann          | Svizzera  | 283,6 |
| 2         | Adam Małysz           | Polonia   | 269,4 |
| 3         | Gregor Schlierenzauer | Austria   | 262,2 |
| 4         | Andreas Kofler        | Austria   | 261,2 |
| 5         | Thomas Morgenstern    | Austria   | 246,7 |
| 6         | Michael Neumayer      | Germania  | 245,5 |
| 7         | Antonín Hájek         | Rep. Ceca | 240,6 |
| 8         | Noriaki Kasai         | Giappone  | 239,2 |
| 9         | Robert Kranjec        | Slovenia  | 233,7 |
| 10        | Wolfgang Loitzl       | Austria   | 230,3 |

### Gara a squadre
La gara a squadre dal trampolino lungo si disputò il 22 febbraio sul trampolino K125 del Whistler Olympic Park Ski Jumps e parteciparono 12 squadre nazionali, che effettuarono due salti con valutazione della distanza e dello stile. Ogni squadra era composta da quattro atleti; ai fini del punteggio vennero conteggiati tutti e quattro i salti di ogni serie. Alla seconda serie di salti furono ammesse solo le prime otto classificate della prima serie.
| Posizione | Nazione   | Atleta                                                                     | Punti  |
| --------- | --------- | -------------------------------------------------------------------------- | ------ |
| 1         | Austria   | Wolfgang Loitzl Andreas Kofler Thomas Morgenstern Gregor Schlierenzauer    | 1107,9 |
| 2         | Germania  | Michael Neumayer Andreas Wank Martin Schmitt Michael Uhrmann               | 1035,8 |
| 3         | Norvegia  | Anders Bardal Tom Hilde Johan Remen Evensen Anders Jacobsen                | 1030,3 |
| 4         | Finlandia | Matti Hautamäki Janne Happonen Kalle Keituri Harri Olli                    | 1014,6 |
| 5         | Giappone  | Daiki Itō Taku Takeuchi Shōhei Tochimoto Noriaki Kasai                     | 1007,7 |
| 6         | Polonia   | Stefan Hula Łukasz Rutkowski Kamil Stoch Adam Małysz                       | 996,7  |
| 7         | Rep. Ceca | Antonín Hájek Roman Koudelka Lukáš Hlava Jakub Janda                       | 981,8  |
| 8         | Slovenia  | Primož Pikl Mitja Mežnar Peter Prevc Robert Kranjec                        | 958,8  |
| 9         | Francia   | Vincent Descombes Sevoie David Lazzaroni Alexandre Mabboux Emmanuel Chedal | 419,8  |
| 10        | Russia    | Pavel Karelin Denis Kornilov Il'ja Rosljakov Dmitrij Ipatov                | 414,1  |

## Medagliere
| Posizione | Paese    |   |   |   | Totale |
| --------- | -------- | - | - | - | ------ |
| 1         | Svizzera | 2 | 0 | 0 | 2      |
| 2         | Austria  | 1 | 0 | 2 | 3      |
| 3         | Polonia  | 0 | 2 | 0 | 2      |
| 4         | Germania | 0 | 1 | 0 | 1      |
| 5         | Norvegia | 0 | 0 | 1 | 1      |
| Totale    | Totale   | 3 | 3 | 3 | 9      |